# Аполлоновка (Омская область)
Аполло́новка — село в Исилькульском районе Омской области России, в составе Новорождественского сельского поселения.
Население — 836 (2010)

## География
Село расположено в лесостепи в пределах Ишимской равнины, относящейся к Западно-Сибирской равнине. В окрестностях деревни — редкие осиново-берёзовые колки. В понижениях — небольшие болотца. Распространены чернозёмы языковатые обыкновенные и солонцы луговые (гидроморфные).
Высота центра населённого пункта — 124 метров над уровнем моря.
Географическое положение
По автомобильным дорогам расстояние до районного центра города Исилькуль 51 км, до областного центра города Омск — 150 км. Административный центр сельского поселения село Новорождественка расположено в 13 км к юго-западу от Аполлоновки. Ближайшая железнодорожная станция расположена в городе Исилькуль.
Климат
Климат умеренный континентальный (согласно классификации климатов Кёппена-Гейгера — тип Dfb). Среднегодовая температура положительная и составляет +1,1 °С, средняя температура самого холодного месяца января −17,7 °C, самого жаркого месяца июля +19,3 °С. Многолетняя норма осадков — 386 мм, наибольшее количество осадков выпадает в июле — 66 мм, наименьшее в марте — 13 мм

## История
Основана переселенцами из Причерноморья в 1911 году. Названа по имени бывшего землевладельца Аполлона Телятникова, немецкое название «Вальдгейм» присвоено по одноимённой молочанской колонии. До 1917 года в составе Омского уезда Акмолинской области. В 1913 году открыта первая школа. В 1926 году — племенное и семеноводческое товарищество, начальная школа. В годы коллективизации образован колхоз «Нацмен», впоследствии колхозы «Коминтерн», имени Кирова.
В 2007 году Аполлоновка стала селом.
В 2019 году жители села записали видеообращение к президенту Путину, в котором сообщают, что в селе нет сотовой связи и Интернет-связи, газа и водоснабжения, нормального медицинского обслуживания и ремонта дорог, сокращается число автобусных рейсов в село. По словам местных жителей, после публикации обращения село посетили представители различных структур власти и пообещали всё исправить, однако местные жители в исполнение данных обещаний не верят и дали понять корреспонденту, что «ничего им говорить нельзя, хотя им есть что рассказать».

## Население
| 1925 | 1926 | 1979 | 1989  | 2002 | 2010 |
| ---- | ---- | ---- | ----- | ---- | ---- |
| 69   | ↗93  | ↗908 | ↗1027 | ↘905 | ↘836 |

деревня Аполлоновка
Гендерный состав
По данным Всероссийской переписи населения 2010 года в гендерной структуре населения из 836 человек мужчин — 422, женщин — 414	(50,5 и 49,5 % соответственно)
Национальный состав
В 1989 году 70 % населения составляли немцы.
Согласно результатам переписи 2002 года, в национальной структуре населения русские составляли 41 %, немцы 39 % от общей численности населения в 905 чел..